# Persone di nome Herbert
| Questa pagina contiene informazioni ricavate automaticamente dalle voci biografiche con l'ausilio del template Bio e di un bot. L'aggiornamento è periodico e automatico e ricostruisce completamente la pagina. Se manca una persona in questa lista, sei pregato di non aggiungerla, ma accertati piuttosto che la sua voce biografica contenga il template Bio e che i dati anagrafici siano correttamente compilati. Se il template Bio manca, inseriscilo tu stesso o, in alternativa, metti l'avviso {{tmp\|Bio}} che ne segnala la mancanza. Se i dati riportati sono sbagliati, correggi direttamente la voce biografica; le modifiche saranno visibili in questa lista entro pochi giorni. Per chiarimenti vedi il progetto antroponimi. La lista contiene solo le 365 persone che sono citate nell'enciclopedia e per le quali è stato implementato correttamente il template Bio. Pagina aggiornata al 6 ago 2025. |

Questa è una lista di persone presenti nell'enciclopedia che hanno il nome Herbert, suddivise per attività principale.

## Allenatori di calcio(5)
- Herbert Burdenski, allenatore di calcio e calciatore tedesco (Gelsenkirchen, n. 1922 - † 2001)
- Herbert Erhardt, allenatore di calcio e calciatore tedesco (Fürth, n. 1930 - Fürth, † 2010)
- Herbert Gager, allenatore di calcio, ex calciatore e ex giocatore di calcio a 5 austriaco (Vienna, n. 1969)
- Herbert Kilpin, allenatore di calcio e calciatore inglese (Nottingham, n. 1870 - Milano, † 1916)
- Herbert Neumann, allenatore di calcio e ex calciatore tedesco (Colonia, n. 1953)

## Allenatori di hockey su ghiaccio(1)
- Herb Boxer, allenatore di hockey su ghiaccio e ex hockeista su ghiaccio statunitense (Hancock, n. 1947)

## Allenatori di pallacanestro(3)
- Herb Brown, allenatore di pallacanestro statunitense (Brooklyn, n. 1936)
- Herbert Niiler, allenatore di pallacanestro estone (Tallinn, n. 1905 - Pittsburgh, † 1982)
- Herb Sendek, allenatore di pallacanestro statunitense (Pittsburgh, n. 1963)

## Allenatori di sci alpino(1)
- Herbert Renoth, allenatore di sci alpino e ex sciatore alpino tedesco (Berchtesgaden, n. 1962)

## Ammiragli(1)
- Herbert Heath, ammiraglio britannico (n. 1861 - † 1954)

## Anglisti(1)
- H. J. C. Grierson, anglista e critico letterario britannico (Lerwick, n. 1866 - Cambridge, † 1960)

## Annunciatori televisivi(1)
- Herb Abrams, annunciatore televisivo e dirigente d'azienda statunitense (Amarillo, n. 1955 - New York, † 1996)

## Apneisti(1)
- Herbert Nitsch, apneista austriaco (Vienna, n. 1970)

## Aracnologi(1)
- Herbert Walter Levi, aracnologo statunitense (Germania, n. 1921 - † 2014)

## Arbitri di calcio(2)
- Herbert Bamlett, arbitro di calcio e allenatore di calcio inglese (Gateshead, n. 1882 - Manchester, † 1941)
- Herbert Fandel, ex arbitro di calcio tedesco (Kyllburg, n. 1964)

## Archeologi(1)
- Herbert Bloch, archeologo e storico tedesco (Berlino, n. 1911 - Cambridge, in Massachusetts, † 2006)

## Architetti(2)
- Herbert Baker, architetto britannico (Cobham, n. 1862 - Cobham, † 1946)
- Herbert J. Krapp, architetto e progettista statunitense (New York, n. 1886 - Florida, † 1973)

## Artisti(1)
- Herbert Bayer, artista austriaco (Haag am Hausruck, n. 1900 - Montecito, † 1985)

## Assassini seriali(1)
- Herbert Mullin, serial killer statunitense (Salinas, n. 1947 - Stockton, † 2022)

## Astronomi(2)
- Herbert Raab, astronomo austriaco (n. 1969)
- Herbert Hall Turner, astronomo e sismologo britannico (Leeds, n. 1861 - Stoccolma, † 1930)

## Attori(26)
- Herbert Anderson, attore statunitense (Oakland, n. 1917 - Palm Springs, † 1994)
- Herbert Berghof, attore austriaco (Vienna, n. 1909 - New York, † 1990)
- Christopher Bernau, attore televisivo statunitense (Santa Barbara, n. 1940 - † 1989)
- Herbert A.E. Böhme, attore e doppiatore tedesco (Breslavia, n. 1897 - Amburgo, † 1984)
- Herbert Bötticher, attore e regista tedesco (Hannover, n. 1928 - Düsseldorf, † 2008)
- Jason Evers, attore statunitense (New York, n. 1922 - Los Angeles, † 2005)
- Herbert Fleischmann, attore tedesco (Norimberga, n. 1925 - Cavigliano, † 1984)
- Herb Goldstein, attore statunitense (New Orleans, n. 1926 - Miami, † 2005)
- Pitt Herbert, attore statunitense (New York, n. 1914 - Edmonds, † 1989)
- Herbert Heyes, attore statunitense (Vader, n. 1889 - Los Angeles, † 1958)
- Herbert Hübner, attore tedesco (Breslavia, n. 1889 - Monaco di Baviera, † 1972)
- Herbert Jefferson, attore statunitense (Sandersville, n. 1946)
- Herbert Knaup, attore tedesco (Sonthofen, n. 1956)
- Burt Kwouk, attore britannico (Warrington, n. 1930 - Hampstead, † 2016)
- Herbert Lom, attore ceco (Praga, n. 1917 - Londra, † 2012)
- Herbert Marshall, attore britannico (Londra, n. 1890 - Beverly Hills, † 1966)
- Zeppo Marx, attore, comico e imprenditore statunitense (New York City, n. 1901 - Palm Springs, † 1979)
- Herbert Mensching, attore tedesco (Hannover, n. 1928 - Amburgo, † 1981)
- Herbert Nordrum, attore norvegese (Bærum, n. 1987)
- Herbert Prior, attore inglese (Oxford, n. 1867 - Los Angeles, † 1954)
- Herbert Rawlinson, attore britannico (New Brighton, n. 1885 - Los Angeles, † 1953)
- Bert Remsen, attore statunitense (New York, n. 1922 - Sherman Oaks, † 1999)
- Herbert Rudley, attore statunitense (Filadelfia, n. 1910 - Los Angeles, † 2006)
- Herbert Standing, attore britannico (Peckham, n. 1846 - Los Angeles, † 1923)
- Herb Voland, attore statunitense (New Rochelle, n. 1918 - Riverside, † 1981)
- Herbert Yost, attore statunitense (Harrison, n. 1879 - New York, † 1945)

## Attori pornografici(1)
- Harry Reems, attore pornografico statunitense (New York, n. 1947 - Salt Lake City, † 2013)

## Attori teatrali(2)
- Herbert Ayling, attore teatrale statunitense (Boston, n. 1853 - New York, † 1919)
- Maurice Barrymore, attore teatrale e pugile britannico (Amritsar, n. 1847 - Amityville, † 1905)

## Aviatori(1)
- Herbert Ihlefeld, aviatore tedesco (Pinnow, n. 1914 - Wennigsen am Deister, † 1995)

## Avvocati(4)
- Edmund Davies, avvocato e giudice britannico (Mountain Ash, n. 1906 - † 1992)
- Herbert Engelsing, avvocato tedesco (Overath, n. 1904 - Costanza, † 1962)
- Herbert Vere Evatt, avvocato e politico australiano (East Maitland, n. 1894 - Canberra, † 1965)
- Herbert Klemm, avvocato tedesco (Lipsia, n. 1903 - Starnberg, † 1963)

## Baritoni(1)
- Herbert Heyner, baritono inglese (Londra, n. 1882 - Saxmundham, † 1954)

## Bassi(1)
- Herbert Witherspoon, basso e impresario teatrale statunitense (Buffalo, n. 1873 - Manhattan, † 1935)

## Batteriologi(1)
- Herbert William Conn, batteriologo e educatore statunitense (Fitchburg, n. 1859 - Middletown, † 1917)

## Biatleti(1)
- Herbert Fritzenwenger, biatleta e fondista tedesco (Ruhpolding, n. 1967)

## Bizantinisti(1)
- Herbert Hunger, bizantinista austriaco (Vienna, n. 1914 - Vienna, † 2000)

## Bobbisti(2)
- Herbert Berg, ex bobbista tedesco
- Herbert Gruber, ex bobbista austriaco (Colonia, n. 1942)

## Botanici(2)
- Herbert Kenneth Airy Shaw, botanico e entomologo britannico (n. 1902 - † 1985)
- Herbert G. Baker, botanico britannico (Brighton, n. 1920 - Oakland, † 2001)

## Calciatori(50)
- Herbert Barrera, ex calciatore salvadoregno (Usulután, n. 1987)
- Herbert Baumann, ex calciatore svizzero (n. 1964)
- Herbert Bicker, ex calciatore liechtensteinese (n. 1975)
- Herbert Binder, calciatore svizzero (Bienne, n. 1909 - Bienne, † 1989)
- Herbert Binkert, calciatore e allenatore di calcio tedesco (Karlsruhe, n. 1923 - † 2020)
- Herbert Bliss, calciatore inglese (Willenhall, n. 1890 - Londra, † 1968)
- Herbert Bockhorn, calciatore tedesco (Kampala, n. 1995)
- Herbert Burgess, calciatore e allenatore di calcio inglese (Manchester, n. 1883 - † 1954)
- Herbert Chapman, calciatore e allenatore di calcio inglese (Kiveton Park, n. 1878 - Londra, † 1934)
- Herbert Dick, ex calciatore zimbabwese (Gatooma, n. 1979)
- Herbert Dimmeler, ex calciatore svizzero (Sciaffusa, n. 1942)
- Herbert Dörner, calciatore tedesco (Witten, n. 1930 - † 1991)
- Herbert Feurer, ex calciatore austriaco (Aspang, n. 1954)
- Herbert Finken, calciatore tedesco (Colonia, n. 1939 - † 2024)
- Herbert Grohs, calciatore austriaco (n. 1931 - † 2018)
- H.A. Hambleton, calciatore inglese (Barrackpore, n. 1896 - Hyssington, † 1985)
- Herbert Heidenreich, ex calciatore tedesco (Euben, n. 1954)
- Herbert Hermann, ex calciatore svizzero (Zurigo, n. 1956)
- Herbert Hirth, calciatore tedesco (Berlino, n. 1884 - † 1976)
- Herbert Ilsanker, ex calciatore austriaco (Hallein, n. 1967)
- Herbert Jones, calciatore inglese (Blackpool, n. 1896 - † 1973)
- Herbert Laumen, ex calciatore tedesco (n. 1943)
- Herbert Lenzinger, ex calciatore austriaco (Vienna, n. 1942)
- Herbert Lunde, calciatore norvegese (Bergen, n. 1899 - Trondheim, † 1966)
- Herbert Lyon, calciatore inglese (Mosborough, n. 1875 - Tredegar, † 1961)
- Herbert Lütkebohmert, calciatore tedesco (Heiden, n. 1948 - Essen, † 1993)
- Herbert Márquez, ex calciatore venezuelano (Puerto La Cruz, n. 1963)
- Herbert Martin, calciatore tedesco (Ensdorf, n. 1925 - Ensdorf, † 2016)
- Herbert Maschke, calciatore tedesco orientale (Dresda, n. 1930 - † 2000)
- Herbert Ninaus, calciatore austriaco (Voitsberg, n. 1937 - Sydney, † 2015)
- Herbert Oberhofer, calciatore austriaco (n. 1955 - † 2012)
- Herbert Pankau, calciatore tedesco orientale (Flatow, n. 1941 - † 2025)
- Herbert Panse, calciatore tedesco (Dresda, n. 1914 - † 1980)
- Herbert Pohl, calciatore tedesco (Dresda, n. 1916 - † 2010)
- Herbert Prince, calciatore inglese (South Stoneham, n. 1892 - Andover, † 1986)
- Herbert Prohaska, ex calciatore e allenatore di calcio austriaco (Vienna, n. 1955)
- Herbert Rawson, calciatore mauriziano (Port Louis, n. 1852 - † 1924)
- Herbie Roberts, calciatore inglese (Oswestry, n. 1905 - † 1944)
- Herbert Schoen, calciatore tedesco orientale (Luckenwalde, n. 1929 - Berlino, † 2014)
- Herbert Schäfer, calciatore tedesco (Siegen, n. 1927 - Siegen, † 1991)
- Herbert Smart, calciatore inglese (Smethwick, n. 1892 - Birmingham, † 1951)
- Herbert Smith, calciatore inglese (Witney, n. 1877 - Witney, † 1951)
- Herbert Teichert, ex calciatore tedesco (n. 1934)
- Herbert Waas, ex calciatore tedesco (Passavia, n. 1963)
- Herb Wells, calciatore statunitense (Brockton, n. 1901 - Exton, † 1978)
- Bert Whalley, calciatore e allenatore di calcio britannico (Ashton-under-Lyne, n. 1912 - Monaco di Baviera, † 1958)
- Herbert Whitfeld, calciatore inglese (n. 1858 - † 1909)
- Herbert Wieger, ex calciatore austriaco (Linz, n. 1972)
- Herbert Wimmer, ex calciatore tedesco (Eupen, n. 1944)
- Herbert Zimmermann, ex calciatore tedesco occidentale (Neuwied, n. 1954)

## Canoisti(1)
- Herbert Wiedermann, ex canoista austriaco (Bodensdorf, n. 1927)

## Canottieri(2)
- Herbert Adamski, canottiere tedesco (Berlino, n. 1910 - † 1941)
- Herbert Buhtz, canottiere tedesco (Coblenza, n. 1911 - Berlino, † 2006)

## Cantanti(2)
- Joakim Berg, cantante svedese (Eskilstuna, n. 1970)
- Tony Marshall, cantante e showman tedesco (Baden-Baden, n. 1938 - Baden-Baden, † 2023)

## Cantautori(3)
- Herbert Grönemeyer, cantautore, musicista e attore tedesco (Gottinga, n. 1956)
- Herbert Pagani, cantautore, artista e conduttore radiofonico italiano (Tripoli, n. 1944 - Palm Beach, † 1988)
- Herbert Vianna, cantautore e chitarrista brasiliano (João Pessoa, n. 1961)

## Cardinali(1)
- Herbert Vaughan, cardinale e arcivescovo cattolico inglese (Gloucester, n. 1832 - Londra, † 1903)

## Cavalieri(1)
- Herbert Blöcker, cavaliere tedesco (n. 1943 - Elmshorn, † 2014)

## Cestisti(15)
- Herbert Blunt, ex cestista statunitense (New York, n. 1964)
- Herb Bonn, cestista statunitense (Aliquippa, n. 1914 - Oceano Pacifico, † 1943)
- Herbert Cousins, ex cestista panamense (Panama, n. 1948)
- Herbert Hill, ex cestista statunitense (Ulma, n. 1984)
- Herb Johnson, ex cestista statunitense (Midland, n. 1962)
- Herb Jones, cestista statunitense (Atlanta, n. 1970 - † 2021)
- Herbert Jones, cestista statunitense (Greensboro, n. 1998)
- Bud Koper, ex cestista statunitense (Rocky, n. 1942)
- Herb Krautblatt, cestista statunitense (Newark, n. 1926 - Newark, † 1999)
- Herb Olafsson, cestista canadese (Winnipeg, n. 1933 - Winnipeg, † 1992)
- Herb Scheffler, cestista e allenatore di pallacanestro statunitense (Springfield, n. 1917 - Springfield, † 2001)
- Herb Scherer, cestista statunitense (Maplewood, n. 1928 - Roswell, † 2012)
- Herbert Tillemann, cestista estone (Tartu, n. 1920 - Jabłoń, † 1943)
- Herbert Watzke, ex cestista austriaco (Gmunden, n. 1954)
- Herb Williams, ex cestista e allenatore di pallacanestro statunitense (Columbus, n. 1958)

## Chimici(2)
- Herbert Brown, chimico britannico (Londra, n. 1912 - Lafayette, † 2004)
- Herbert O. House, chimico statunitense (Willoughby, n. 1929 - Alpharetta, † 2013)

## Chirurghi(1)
- Herbert Olivecrona, chirurgo svedese (Visby, n. 1891 - Stoccolma, † 1980)

## Ciclisti su strada(3)
- Herbert Nebe, ciclista su strada tedesco (Lipsia, n. 1899 - Gotha, † 1985)
- Herbert Niederberger, ex ciclista su strada svizzero (Lucerna, n. 1965)
- Herbert Sieronski, ciclista su strada tedesco (Berlino, n. 1906 - † 1945)

## Collezionisti d'arte(1)
- Herbert Percy Horne, collezionista d'arte e storico dell'arte britannico (Londra, n. 1864 - Firenze, † 1916)

## Compositori(3)
- Herbert Brün, compositore e docente tedesco (Berlino, n. 1918 - Urbana, † 2000)
- Herbert Howells, compositore, insegnante e direttore d'orchestra inglese (Lydney, n. 1892 - † 1983)
- Herbert Stothart, compositore statunitense (Milwaukee, n. 1885 - Los Angeles, † 1949)

## Compositori di scacchi(1)
- Herbert Ahues, compositore di scacchi tedesco (Berlino, n. 1922 - Brema, † 2015)

## Critici musicali(1)
- Herbert Kupferberg, critico musicale statunitense (New York, n. 1918 - New York, † 2001)

## Crittografi(1)
- Herbert Yardley, crittologo statunitense (Worthington, n. 1889 - Silver Spring, † 1958)

## Danzatori(1)
- Herbert Bliss, danzatore statunitense (Kansas City, n. 1923 - San Mateo, † 1960)

## Diplomatici(2)
- Herbert Gollnow, diplomatico tedesco (Berlino, n. 1911 - Berlino, † 1943)
- Herbert Hervey, V marchese di Bristol, diplomatico britannico (Bury St Edmunds, n. 1870 - † 1960)

## Direttori d'orchestra(3)
- Herbert Albert, direttore d'orchestra tedesco (Bad Lausick, n. 1903 - Bad Reichenhall, † 1973)
- Herbert Blomstedt, direttore d'orchestra svedese (Springfield, n. 1927)
- Herbert von Karajan, direttore d'orchestra austriaco (Salisburgo, n. 1908 - Anif, † 1989)

## Dirigenti d'azienda(3)
- Herbert Diess, dirigente d'azienda tedesco (Monaco di Baviera, n. 1958)
- Herbert Hainer, dirigente d'azienda tedesco (Dornwang, n. 1954)
- Herbert Dwight Kelleher, dirigente d'azienda statunitense (Camden, n. 1931 - Dallas, † 2019)

## Drammaturghi(2)
- Herbert Eulenberg, drammaturgo, poeta e scrittore tedesco (Colonia, n. 1876 - Düsseldorf, † 1949)
- Herbert Lieberman, drammaturgo e scrittore statunitense (n. 1933 - New Rochelle, † 2023)

## Economisti(3)
- Herbert J. Davenport, economista statunitense (Wilmington, n. 1861 - New York, † 1931)
- Herbert Scarf, economista statunitense (Filadelfia, n. 1930 - Sag Harbor, † 2015)
- Herbert Simon, economista, psicologo e informatico statunitense (Milwaukee, n. 1916 - Pittsburgh, † 2001)

## Entomologi(1)
- Herbert Druce, entomologo britannico (Londra, n. 1846 - Londra, † 1913)

## Erpetologi(1)
- Herbert Rösler, erpetologo tedesco (Thale, n. 1952)

## Filologi(1)
- Herbert Jennings Rose, filologo classico e grecista britannico (Ontario, n. 1883 - † 1961)

## Filosofi(6)
- Herbert Feigl, filosofo austriaco (Reichenberg, n. 1902 - Minneapolis, † 1988)
- Paul Grice, filosofo inglese (Birmingham, n. 1913 - Berkeley, † 1988)
- Herbert Lionel Adolphus Hart, filosofo e giurista britannico (Harrogate, n. 1907 - Oxford, † 1992)
- Herbert Marcuse, filosofo, sociologo e politologo tedesco (Berlino, n. 1898 - Starnberg, † 1979)
- Herbert Spencer, filosofo britannico (Derby, n. 1820 - Brighton, † 1903)
- Herbert Spiegelberg, filosofo statunitense (Strasburgo, n. 1904 - Saint Louis, † 1990)

## Fisici(7)
- Herbert Callen, fisico statunitense (Filadelfia, n. 1919 - Merion, † 1993)
- Herbert Dingle, fisico e filosofo inglese (Londra, n. 1890 - Kingston upon Hull, † 1978)
- Herbert Friedman, fisico statunitense (New York, n. 1916 - Contea di Arlington, † 2000)
- Herbert Eugene Ives, fisico statunitense (Filadelfia, n. 1882 - Montclair, † 1953)
- Herbert Kroemer, fisico tedesco (Weimar, n. 1928 - Santa Barbara, † 2024)
- Herbert Spohn, fisico e matematico tedesco (Tubinga, n. 1946)
- Herbert Wagner, fisico tedesco (n. 1935)

## Flautisti(1)
- Herbie Mann, flautista statunitense (Brooklyn, n. 1930 - Pecos, † 2003)

## Fondisti(1)
- Herbert Leupold, fondista e sciatore di pattuglia militare tedesco (Wüstewaltersdorf, n. 1908 - Territorio di Krasnodar, † 1942)

## Fotografi(6)
- Herbert Hoffmann, fotografo tedesco (Freienwalde in Pommern, n. 1919 - Heiden, † 2010)
- Herbert List, fotografo tedesco (Amburgo, n. 1903 - Monaco di Baviera, † 1975)
- Herbert Maeder, fotografo, scrittore e politico svizzero (Rorschach, n. 1930 - Rehetobel, † 2017)
- Herbert Mason, fotografo, regista e produttore cinematografico inglese (Moseley, Birmingham, n. 1891 - Londra, † 1960)
- Herbert Ponting, fotografo e esploratore britannico (Salisbury, n. 1870 - Londra, † 1935)
- Herbert Tobias, fotografo e attore tedesco (Dessau, n. 1924 - Amburgo, † 1982)

## Fumettisti(1)
- Herb Trimpe, fumettista statunitense (Peekskill, n. 1939 - † 2015)

## Generali(5)
- Herbert Büchs, generale tedesco (Bytom, n. 1913 - Meckenheim, † 1996)
- Herbert Otto Gille, generale tedesco (Bad Gandersheim, n. 1897 - Hannover, † 1966)
- Herbert Lumsden, generale britannico (Santiago del Cile, n. 1897 - Golfo di Lingayen, † 1945)
- Herbert Plumer, I visconte Plumer, generale britannico (Torquay, n. 1857 - Londra, † 1932)
- Norman Schwarzkopf, generale statunitense (Trenton, n. 1934 - Tampa, † 2012)

## Ginnasti(1)
- Bert Drury, ginnasta britannico (Liverpool, n. 1883 - † 1936)

## Giocatori di baseball(1)
- Herb Pennock, giocatore di baseball e allenatore di baseball statunitense (Kennett Square, n. 1894 - New York, † 1948)

## Giocatori di football americano(3)
- Herb Adderley, giocatore di football americano statunitense (Filadelfia, n. 1939 - † 2020)
- Herbert Gamboa, ex giocatore di football americano messicano (Mérida, n. 1993)
- Jack Youngblood, ex giocatore di football americano statunitense (Jacksonville, n. 1950)

## Giocatori di snooker(1)
- John Pulman, giocatore di snooker inglese (Teignmouth, n. 1923 - Northampton, † 1998)

## Giornalisti(3)
- Herbert Feuerstein, giornalista, comico e conduttore televisivo austriaco (Zell am See, n. 1937 - Erftstadt, † 2020)
- Herbert Kretzmer, giornalista e paroliere sudafricano (Kroonstad, n. 1925 - Londra, † 2020)
- Henry Toft, giornalista, insegnante e rugbista a 15 britannico (Salford, n. 1909 - Chichester, † 1987)

## Giuristi(2)
- Herbert Rosendorfer, giurista e scrittore tedesco (Bolzano, n. 1934 - Bolzano, † 2012)
- Herbert Schambeck, giurista e politico austriaco (Baden, n. 1934 - † 2023)

## Golfisti(1)
- Herbert Sumney, golfista statunitense (Malta, n. 1870 - Omaha, † 1935)

## Hockeisti su ghiaccio(4)
- Herb Brooks, hockeista su ghiaccio e allenatore di hockey su ghiaccio statunitense (St. Paul, n. 1937 - Forest Lake, † 2003)
- Herb Drury, hockeista su ghiaccio canadese (Midland, n. 1896 - Pittsburgh, † 1965)
- Bert Plaxton, hockeista su ghiaccio canadese (Barrie, n. 1901 - Georgina, † 1970)
- Herbert Strohmair, ex hockeista su ghiaccio italiano (Bolzano, n. 1954)

## Hockeisti su prato(1)
- Herbert Kemmer, hockeista su prato tedesco (Berlino, n. 1905 - † 1962)

## Imprenditori(5)
- Herbert Austin, imprenditore britannico (Little Missenden, n. 1866 - Birmingham, † 1941)
- Doug Ellis, imprenditore inglese (Hooton, n. 1924 - Sutton Coldfield, † 2018)
- Herbert Greenwald, imprenditore statunitense (Saint Louis, n. 1915 - New York, † 1959)
- Herbert Quandt, imprenditore tedesco (Pritzwalk, n. 1910 - Kiel, † 1982)
- Herb Simon, imprenditore statunitense (New York, n. 1934)

## Ingegneri(4)
- Herbert William Garratt, ingegnere inglese (Londra, n. 1864 - Richmond upon Thames, † 1913)
- Herbert William Heinrich, ingegnere statunitense (Bennington, n. 1886 - † 1962)
- Herbert Saffir, ingegnere statunitense (New York, n. 1917 - Miami, † 2007)
- Herbert Wagner, ingegnere austriaco (Graz, n. 1900 - Newport Beach, † 1982)

## Insegnanti(1)
- Herbert Lundh, insegnante, storico e politico svedese (Stoccolma, n. 1901 - † 1988)

## Inventori(1)
- Herbert Akroyd Stuart, inventore, ingegnere e progettista britannico (Halifax, n. 1864 - Halifax, † 1927)

## Letterati(1)
- Herbert Weir Smyth, letterato statunitense (Wilmington, n. 1857 - Bar Harbor, † 1937)

## Lottatori(1)
- Herbert Wright, lottatore britannico (Bolton, n. 1894 - Bolton, † 1982)

## Lunghisti(1)
- Herb Douglas, lunghista statunitense (Pittsburgh, n. 1922 - Pittsburgh, † 2023)

## Marciatori(1)
- Herbert Dill, marciatore tedesco (Berlino, n. 1908 - Berlino, † 1942)

## Matematici(4)
- Herbert A. Hauptman, matematico, chimico e cristallografo statunitense (New York, n. 1917 - Buffalo, † 2011)
- Herbert Robbins, matematico e statistico statunitense (New Castle, n. 1915 - Princeton, † 2001)
- Herbert Seifert, matematico tedesco (Bernstadt a. d. Eigen, n. 1907 - Heidelberg, † 1996)
- Herbert Wilf, matematico statunitense (Filadelfia, n. 1931 - Wynnewood, † 2012)

## Medici(2)
- Herbert Spencer Gasser, medico statunitense (Platteville, n. 1888 - New York, † 1963)
- Herbert Jasper, medico, neurologo e fisiologo canadese (La Grande, n. 1906 - Montréal, † 1999)

## Mezzofondisti(5)
- Herb Elliott, ex mezzofondista australiano (Subiaco, n. 1938)
- Bert Johnston, mezzofondista britannico (Dulwich, n. 1902 - Harold Wood, † 1967)
- Herbert Schade, mezzofondista tedesco (Solingen, n. 1922 - Solingen, † 1994)
- Herb Trube, mezzofondista statunitense (New York, n. 1886 - Norwalk, † 1959)
- Herbert Wursthorn, ex mezzofondista tedesco (Würtingen, n. 1957)

## Militari(10)
- Herbert George Dymott, militare britannico (n. 1906 - La Valletta, † 1942)
- Herbert Floss, militare tedesco (Dippoldiswalde, n. 1912 - Zawadówka, † 1943)
- Herbert Hagen, militare e criminale di guerra tedesco (Neumünster, n. 1913 - Rüthen, † 1999)
- Herbert Kappler, militare, criminale di guerra e poliziotto tedesco (Stoccarda, n. 1907 - Soltau, † 1978)
- Herbert Kuhlmann, militare tedesco (Amburgo, n. 1915 - † 1985)
- Herbert Lange, militare tedesco (Menzlin, n. 1909 - Bernau bei Berlin, † 1945)
- Herbert Miles, ufficiale inglese (Londra, n. 1850 - Londra, † 1926)
- Herbert Pililaau, militare statunitense (Oahu, n. 1928 - Corea, † 1951)
- Herbert Taylor, ufficiale inglese (Bifrons, n. 1775 - Roma, † 1839)
- Herbert Wipiti, militare e aviatore neozelandese (New Plymouth, n. 1922 - canale della Manica, † 1943)

## Musicisti(2)
- Tiny Tim, musicista e cantante statunitense (New York, n. 1932 - Minneapolis, † 1996)
- Herbert Pixner, musicista e compositore italiano (Merano, n. 1975)

## Musicologi(1)
- Herbert Gerigk, musicologo tedesco (Mannheim, n. 1905 - Dortmund, † 1996)

## Navigatori(1)
- Herbert Pitman, marinaio britannico (Sutton Montis, n. 1877 - Pitcombe, † 1961)

## Numismatici(1)
- Herbert A. Cahn, numismatico e archeologo tedesco (Francoforte sul Meno, n. 1915 - Basilea, † 2002)

## Nuotatori(4)
- Herbert Haresnape, nuotatore britannico (Liverpool, n. 1880 - Birkenhead, † 1962)
- Herbert Heinrich, nuotatore tedesco (Lipsia, n. 1899 - Düsseldorf, † 1975)
- Herbert Klein, nuotatore tedesco (Francoforte sul Meno, n. 1923 - Monaco di Baviera, † 2001)
- Herbert von Petersdorff, nuotatore e pallanuotista tedesco (Berlino, n. 1881 - Darmstadt, † 1917)

## Odontoiatri(1)
- Herbert Schilder, odontoiatra statunitense (Brooklyn, n. 1928 - Newton, † 2006)

## Orientalisti(1)
- Herbert Giles, orientalista inglese (Oxford, n. 1845 - Cambridge, † 1935)

## Ornitologi(1)
- Herbert Girton Deignan, ornitologo statunitense (East Orange, n. 1906 - † 1968)

## Pallanuotisti(3)
- Herbert Topp, pallanuotista statunitense (Copenaghen, n. 1900 - Saint Louis, † 1994)
- Herb Vollmer, pallanuotista statunitense (New York, n. 1895 - New York, † 1961)
- Herb Wildman, pallanuotista statunitense (Marion, n. 1912 - Los Angeles, † 1989)

## Parolieri(1)
- Herb Magidson, paroliere statunitense (Braddock, n. 1906 - Beverly Hills, † 1986)

## Pattinatori artistici su ghiaccio(1)
- Herbert Alward, pattinatore artistico su ghiaccio austriaco

## Pianisti(2)
- Herbie Hancock, pianista, tastierista e compositore statunitense (Chicago, n. 1940)
- Herbert Henck, pianista e compositore tedesco (Schwalmstadt, n. 1948 - Zeven, † 2025)

## Piloti automobilistici(2)
- Herbert MacKay-Fraser, pilota automobilistico statunitense (Recife, n. 1927 - Reims, † 1957)
- Herbert Müller, pilota automobilistico svizzero (Menziken, n. 1940 - Nürburg, † 1981)

## Piloti motociclistici(2)
- Burt Munro, pilota motociclistico neozelandese (Invercargill, n. 1899 - Invercargill, † 1978)
- Herbert Rittberger, pilota motociclistico tedesco (n. 1949)

## Pionieri dell'aviazione(1)
- Herbert John Louis Hinkler, pioniere dell'aviazione e inventore australiano (Bundaberg, n. 1892 - Pratomagno, † 1933)

## Pistard(1)
- Herbert Richter, ex pistard tedesco (Chemnitz, n. 1947)

## Pittori(5)
- Herbert Boeckl, pittore austriaco (Klagenfurt, n. 1894 - Vienna, † 1966)
- Herbert James Draper, pittore inglese (Londra, n. 1863 - Londra, † 1920)
- Herbert Ferber, pittore, scultore e odontoiatra statunitense (New York, n. 1906 - Egremont, † 1991)
- Herbert Gustave Schmalz, pittore britannico (Newcastle upon Tyne, n. 1856 - Londra, † 1935)
- Herbert van Blarcom Acker, pittore statunitense (Pasadena, n. 1895 - Garden Grove, † 1977)

## Poeti(1)
- Herbert Read, poeta e critico letterario britannico (Kirbymoorside, n. 1893 - † 1968)

## Politici(17)
- Herbert Henry Asquith, politico britannico (Morley, n. 1852 - Sutton Courtenay, † 1928)
- Herbert Backe, politico tedesco (Batumi, n. 1896 - Norimberga, † 1947)
- Herbert Brownell, politico statunitense (Peru, n. 1904 - New York, † 1996)
- Herb Conaway, politico statunitense (Trenton, n. 1963)
- Herbert Dorfmann, politico italiano (Bressanone, n. 1969)
- Herbert Fechner, politico tedesco (Berlino, n. 1913 - Berlino, † 1998)
- Herbert Fisher, politico britannico (Londra, n. 1865 - † 1940)
- Herbert John Gladstone, politico britannico (Londra, n. 1854 - Ware, † 1930)
- Herbert Hoover, politico statunitense (West Branch, n. 1874 - New York, † 1964)
- Herbert Kickl, politico austriaco (Villaco, n. 1968)
- Herb Klein, politico statunitense (Newark, n. 1930 - † 2023)
- Herb Kohl, politico e imprenditore statunitense (Milwaukee, n. 1935 - Milwaukee, † 2023)
- Herbert Mies, politico tedesco (Mannheim, n. 1929 - Mannheim, † 2017)
- Herbert Stanley Morrison, politico britannico (Londra, n. 1888 - Peckham, † 1965)
- Herbert Reul, politico tedesco (Langenfeld, n. 1952)
- Herbert Samuel, politico britannico (Liverpool, n. 1870 - † 1963)
- Herbert Warnke, politico tedesco (Amburgo, n. 1902 - Berlino Est, † 1975)

## Poliziotti(1)
- Herbert Schirmer, poliziotto statunitense (Ashland, n. 1945)

## Produttori cinematografici(1)
- Herbert Wilcox, produttore cinematografico, regista e sceneggiatore irlandese (Cork, n. 1890 - Londra, † 1977)

## Produttori teatrali(1)
- Herbert Graf, produttore teatrale austriaco (Vienna, n. 1903 - Ginevra, † 1973)

## Produttori televisivi(1)
- Herbert Kenwith, produttore televisivo statunitense (New Jersey, n. 1917 - Los Angeles, † 2008)

## Psichiatri(3)
- Herbert Kleber, psichiatra statunitense (Pittsburgh, n. 1934 - Santorini, † 2018)
- Herbert Y. Meltzer, psichiatra statunitense
- Harry Stack Sullivan, psichiatra e psicoanalista statunitense (Norwich, n. 1892 - Parigi, † 1949)

## Psicoanalisti(1)
- Herbert A. Rosenfeld, psicoanalista britannico (Norimberga, n. 1910 - Londra, † 1986)

## Psicologi(1)
- Herbert Freudenberger, psicologo statunitense (Francoforte sul Meno, n. 1927 - New York, † 1999)

## Pugili(2)
- Harry Johnson, pugile britannico (Hoxton, n. 1887 - Westminster, † 1947)
- Herbert Runge, pugile tedesco (Elberfeld, n. 1913 - Wuppertal, † 1986)

## Rapper(2)
- Ab-Soul, rapper statunitense (Carson, n. 1987)
- G Herbo, rapper e cantautore statunitense (Chicago, n. 1995)

## Registi(10)
- Herbert Achternbusch, regista e sceneggiatore tedesco (Monaco di Baviera, n. 1938 - Monaco di Baviera, † 2022)
- Herbert Biberman, regista, sceneggiatore e produttore cinematografico statunitense (Filadelfia, n. 1900 - New York, † 1971)
- Herbert Blaché, regista, produttore cinematografico e sceneggiatore britannico (Londra, n. 1882 - Santa Monica, † 1953)
- Herbert Brenon, regista, sceneggiatore e attore irlandese (Dublino, n. 1880 - Los Angeles, † 1958)
- Compton Bennett, regista britannico (Royal Tunbridge Wells, n. 1900 - Londra, † 1974)
- Herbert Holba, regista austriaco (Vienna, n. 1932 - Vienna, † 1994)
- Herbert I. Leeds, regista e montatore statunitense (New York, n. 1900 - New York, † 1954)
- Herbert Ross, regista, coreografo e produttore cinematografico statunitense (New York, n. 1927 - New York, † 2001)
- Herbert Selpin, regista e sceneggiatore tedesco (Berlino, n. 1902 - Berlino, † 1942)
- Herbert L. Strock, regista, produttore televisivo e montatore statunitense (Boston, n. 1918 - Moreno Valley, † 2005)

## Saggisti(1)
- Herbert Shelton, saggista, attivista e pacifista statunitense (Wylie, n. 1895 - † 1985)

## Sassofonisti(1)
- Herb Geller, sassofonista e compositore statunitense (Los Angeles, n. 1928 - Amburgo, † 2013)

## Sceneggiatori(2)
- Herbert Baker, sceneggiatore statunitense (New York City, n. 1920 - Los Angeles, † 1983)
- Herbert Simone Paragnani, sceneggiatore e regista italiano (Roma, n. 1968)

## Schermidori(1)
- Herbert Cohen, ex schermidore statunitense (New York, n. 1940)

## Sciatori alpini(3)
- Herbert Huber, sciatore alpino austriaco (Kitzbühel, n. 1944 - Kitzbühel, † 1970)
- Herbert Plank, ex sciatore alpino italiano (Vipiteno, n. 1954)
- Herbert Ringsgwandl, ex sciatore alpino tedesco (n. 1965)

## Scrittori(5)
- Herbert Adams, scrittore inglese (Londra, n. 1874 - Londra, † 1958)
- Herbert Huncke, scrittore e poeta statunitense (Greenfield, n. 1915 - New York, † 1996)
- Herbert G. Jenkins, scrittore e editore inglese (n. 1876 - Londra, † 1923)
- Herbert Reinecker, scrittore, autore televisivo e produttore televisivo tedesco (Hagen, n. 1914 - Starnberg, † 2007)
- H. G. Wells, scrittore britannico (Bromley, n. 1866 - Londra, † 1946)

## Scrittori di fantascienza(1)
- Herbert W. Franke, scrittore di fantascienza austriaco (Vienna, n. 1927 - Monaco di Baviera, † 2022)

## Slittinisti(1)
- Herbert Thaler, ex slittinista austriaco (Imst, n. 1940)

## Sociologi(5)
- Herbert Blumer, sociologo statunitense (Saint Louis, n. 1900 - Danville, † 1987)
- Herbert Gans, sociologo tedesco (Colonia, n. 1927 - New York, † 2025)
- Richard Hoggart, sociologo e anglista inglese (Leeds, n. 1918 - Londra, † 2014)
- Marshall McLuhan, sociologo, filosofo e critico letterario canadese (Edmonton, n. 1911 - Toronto, † 1980)
- Franz Schurmann, sociologo e storico statunitense (n. 1926 - † 2010)

## Statistici(1)
- Herbert Sichel, statistico sudafricano (Sudafrica, n. 1915 - † 1995)

## Storici(4)
- Herbert Eugene Bolton, storico statunitense (Wilton, n. 1870 - Berkeley, † 1953)
- Herbert Butterfield, storico e filosofo britannico (Oxenhope, n. 1900 - Sawston, † 1979)
- Herbert Grundmann, storico tedesco (Meerane, n. 1902 - Monaco di Baviera, † 1970)
- Herbert Agar, storico e giornalista statunitense (New Rochelle, n. 1897 - Sussex, † 1980)

## Storici dell'arte(1)
- Herbert Zschelletzschky, storico dell'arte tedesco (Waldheim, n. 1902 - Mariánské Lázně, † 1986)

## Tennisti(7)
- Herbert Baddeley, tennista britannico (Bromley, n. 1872 - Cannes, † 1931)
- Herbert Chipp, tennista britannico (Londra, n. 1850 - Ely, † 1903)
- Herb Fitzgibbon, ex tennista statunitense (Garden City, n. 1942)
- Herbert Flam, tennista statunitense (New York, n. 1928 - New York, † 1980)
- Herbert Lawford, tennista, calciatore e enciclopedista britannico (Bayswater, n. 1851 - Aboyne, † 1925)
- Herbert Barrett, tennista britannico (n. 1873 - † 1943)
- Herbert Wilberforce, tennista britannico (Monaco di Baviera, n. 1864 - Londra, † 1941)

## Teologi(1)
- Herbert Haag, teologo e presbitero svizzero (Singen, n. 1915 - Lucerna, † 2001)

## Velocisti(2)
- Herbert Jamison, velocista statunitense (Peoria, n. 1875 - Peoria, † 1938)
- Herb McKenley, velocista giamaicano (Pleasant Valley, n. 1922 - Kingston, † 2007)

## Vescovi cattolici(2)
- Herbert Armstrong Bevard, vescovo cattolico statunitense (Baltimora, n. 1946)
- Herbert di Losinga, vescovo cattolico normanno (Exmes - Norwich, † 1119)

## Wrestler(1)
- Killer Karl Kox, wrestler statunitense (Baltimora, n. 1931 - Las Vegas, † 2011)

## Zoologi(2)
- Herbert Lang, zoologo tedesco (Öhringen, n. 1879 - † 1957)
- Herbert Christopher Robinson, zoologo, ornitologo e naturalista britannico (Liverpool, n. 1874 - Oxford, † 1929)

## Senza attività specificata(1)
- Herbert Wagner, ex politico tedesco (Neustrelitz, n. 1948)